# Steven Reinprecht
Steven Edward Reinprecht (né le 7 mai 1976 à Edmonton dans la province de l'Alberta au Canada) est un joueur professionnel canadien de hockey sur glace.

## Carrière de joueur
En 1996, il commence sa carrière avec l'Université du Wisconsin en NCAA. Deux ans plus tard, il est nommé capitaine des Badgers. En fin de saison 1999, il joue son premier match de Ligue nationale de hockey avec les Kings de Los Angeles. En 2000, il termine meilleur pointeur du pays, et second passeur. Sa ligne dont il est le centre est la plus prolifique des États-Unis. Il est l'un des dix finalistes du trophée Hobey-Baker dont le vainqueur fut Mike Mottau.
Le 31 mai 2000, il signe son premier contrat professionnel avec les Kings. Le 21 février 2001, il est échangé en compagnie de Rob Blake à l'Avalanche du Colorado en retour d'Adam Deadmarsh, Aaron Miller, un choix de première au repêchage 2001 (David Steckel), un joueur nommé plus tard (Jared Aulin qui est désigné le 22 mars 2001) et des considérations futures. En 2000-2001, la franchise du Colorado remporte la Coupe Stanley. La saison suivante, Reinprecht réalise son meilleur total de points en saison régulière dans la ligue. Il inscrit 51 points en 77 parties. L'équipe est éliminée en finale de l'association de l'Ouest par les Red Wings de Détroit, futur vainqueurs.
Le 3 juillet 2003, il est envoyé aux Sabres de Buffalo pour Keith Ballard mais les Sabres l'expédient immédiatement avec Rhett Warrener aux Flames de Calgary pour Chris Drury et Steve Begin.
Durant le lock-out 2004-2005 de la Ligue nationale de hockey, il rejoint les Scorpions de Mulhouse en France. Il est l'un des cinq joueurs de LNH qui pose ses valises en France pendant cette grève. Steve Montador joue également avec les Scorpions, Brad Ference est aux Pingouins de Morzine-Avoriaz, Mark Rycroft aux Diables Rouges de Briançon et Steve Gainey aux Dauphins d'Épinal. Reinprecht a pour compagnons de première ligne d'attaque les canadiens Greg Day et Ryan Christie. L'équipe s'incline en demi-finale de la Coupe de France face à Briançon 4-3 dans leur antre de René Froger. Mais les Scorpions prennent leur revanche en quart-de-finale en s'imposant 3 victoires à 1 contre l'équipe des Hautes-Alpes. Au tour suivant, l'équipe s'impose sur les Dragons de Rouen sur la même marque. En finale, Reinprecht et ses coéquipiers remportent la Ligue Magnus, en disposant de Tours en deux manches. Il termine également meilleur pointeur de la saison régulière.
Le 1er février 2006, il est échangé avec Philippe Sauvé aux Coyotes de Phoenix pour Brian Boucher et Mike Leclerc. Il est l'un des assistants du capitaine Shane Doan.
Le 19 juin 2009, il signe un contrat de trois saisons avec les Panthers de la Floride après avoir été échangé en retour des droits de Stefan Meyer.
Le 22 octobre 2011, il est échangé aux Canucks de Vancouver avec David Booth et un choix de troisième ronde au repêchage de 2013 en retour de Marco Sturm et Mikael Samuelsson.

### Carrière internationale
Il a représenté l'équipe du Canada de hockey sur glace. Il a participé aux mondiaux 2003 que sa sélection a remporté.

## Trophées et honneurs personnels
- NCAA
  - 1999-2000 : nommé dans la seconde équipe d'étoiles.
- WCHA
  - 1997-1998 : nommé dans la seconde équipe d'étoiles.
  - 1998-1999 : nommé dans l'équipe académique.
  - 1999-2000 : élu joueur de l'année.
  - 1999-2000 : élu dans la première équipe d'étoiles.
- Ligue Magnus
  - 2004-2005 : vainqueur du trophée Charles-Ramsay récompensant le meilleur pointeur de la saison régulière.

## Statistiques

### En club
| Saison     | Équipe                 | Ligue        |     | Saison régulière | Saison régulière | Saison régulière | Saison régulière | Saison régulière |    | Séries éliminatoires | Séries éliminatoires | Séries éliminatoires | Séries éliminatoires | Séries éliminatoires |
| Saison     | Équipe                 | Ligue        | PJ  | B                | A                | Pts              | Pun              | PJ               | B  | A                    | Pts                  | Pun                  |                      |                      |
| 1994-1995  | Saints de Saint Albert | LHJA         | 56  | 35               | 44               | 79               | 14               |                  |    |                      |                      |                      |                      |                      |
| 1995-1996  | Saints de Saint Albert | LHJA         | 39  | 24               | 33               | 57               | 16               |                  |    |                      |                      |                      |                      |                      |
| 1996-1997  | Badgers du Wisconsin   | NCAA         | 38  | 11               | 9                | 20               | 12               |                  |    |                      |                      |                      |                      |                      |
| 1997-1998  | Badgers du Wisconsin   | NCAA         | 41  | 19               | 24               | 43               | 18               |                  |    |                      |                      |                      |                      |                      |
| 1998-1999  | Badgers du Wisconsin   | NCAA         | 38  | 16               | 17               | 33               | 14               |                  |    |                      |                      |                      |                      |                      |
| 1999-2000  | Badgers du Wisconsin   | NCAA         | 37  | 26               | 40               | 66               | 14               |                  |    |                      |                      |                      |                      |                      |
| 1999-2000  | Kings de Los Angeles   | LNH          | 1   | 0                | 0                | 0                | 2                |                  |    |                      |                      |                      |                      |                      |
| 2000-2001  | Kings de Los Angeles   | LNH          | 59  | 12               | 17               | 29               | 12               |                  |    |                      |                      |                      |                      |                      |
| 2000-2001  | Avalanche du Colorado  | LNH          | 21  | 3                | 4                | 7                | 2                | 22               | 2  | 3                    | 5                    | 2                    |                      |                      |
| 2001-2002  | Avalanche du Colorado  | LNH          | 67  | 19               | 27               | 46               | 18               | 21               | 7  | 5                    | 12                   | 8                    |                      |                      |
| 2002-2003  | Avalanche du Colorado  | LNH          | 77  | 18               | 33               | 51               | 18               | 7                | 1  | 2                    | 3                    | 0                    |                      |                      |
| 2003-2004  | Flames de Calgary      | LNH          | 44  | 7                | 22               | 29               | 4                |                  |    |                      |                      |                      |                      |                      |
| 2004-2005  | Scorpions de Mulhouse  | Ligue Magnus | 22  | 20               | 27               | 47               | 6                | 10               | 7  | 6                    | 13                   | 2                    |                      |                      |
| 2005-2006  | Flames de Calgary      | LNH          | 52  | 10               | 19               | 29               | 24               |                  |    |                      |                      |                      |                      |                      |
| 2005-2006  | Coyotes de Phoenix     | LNH          | 28  | 12               | 11               | 23               | 8                |                  |    |                      |                      |                      |                      |                      |
| 2006-2007  | Coyotes de Phoenix     | LNH          | 49  | 9                | 24               | 33               | 28               |                  |    |                      |                      |                      |                      |                      |
| 2007-2008  | Coyotes de Phoenix     | LNH          | 81  | 16               | 30               | 46               | 26               |                  |    |                      |                      |                      |                      |                      |
| 2008-2009  | Coyotes de Phoenix     | LNH          | 73  | 14               | 27               | 41               | 20               |                  |    |                      |                      |                      |                      |                      |
| 2009-2010  | Panthers de la Floride | LNH          | 82  | 16               | 22               | 38               | 18               |                  |    |                      |                      |                      |                      |                      |
| 2010-2011  | Panthers de la Floride | LNH          | 29  | 4                | 6                | 10               | 6                |                  |    |                      |                      |                      |                      |                      |
| 2010-2011  | Adler Mannheim         | DEL          | 18  | 4                | 9                | 13               | 2                | 6                | 1  | 2                    | 3                    | 2                    |                      |                      |
| 2011-2012  | Rampage de San Antonio | LAH          | 5   | 0                | 0                | 0                | 0                |                  |    |                      |                      |                      |                      |                      |
| 2011-2012  | Wolves de Chicago      | LAH          | 57  | 13               | 30               | 43               | 14               | 4                | 2  | 1                    | 3                    | 2                    |                      |                      |
| 2012-2013  | Nürnberg Ice Tigers    | DEL          | 33  | 9                | 19               | 28               | 10               | 3                | 2  | 1                    | 3                    | 0                    |                      |                      |
| 2013-2014  | Nürnberg Ice Tigers    | DEL          | 49  | 27               | 43               | 70               | 12               | 6                | 0  | 4                    | 4                    | 16                   |                      |                      |
| 2014-2015  | Nürnberg Ice Tigers    | DEL          | 52  | 21               | 46               | 67               | 20               | 8                | 1  | 5                    | 6                    | 0                    |                      |                      |
| 2015-2016  | Nürnberg Ice Tigers    | DEL          | 46  | 19               | 36               | 55               | 6                | 12               | 3  | 5                    | 8                    | 4                    |                      |                      |
| 2016-2017  | Nürnberg Ice Tigers    | DEL          | 52  | 16               | 35               | 51               | 10               | 13               | 3  | 11                   | 14                   | 0                    |                      |                      |
| Totaux LNH | Totaux LNH             | Totaux LNH   | 663 | 140              | 242              | 382              | 186              | 50               | 10 | 10                   | 20                   | 10                   |                      |                      |

### En équipe nationale
| Année | Évènement            |   | PJ | B | A | Pts | Pun | +/-           |  | Résultat |
| 2003  | Championnat du monde | 8 | 0  | 6 | 6 | +1  | 2   | Médaille d'or |  |          |